# Seznam madžarskih korpusov druge svetovne vojne
Seznam madžarskih korpusov druge svetovne vojne.

## Seznam
- I. korpus
- II. korpus
- III. korpus
- IV. korpus
- V. korpus
- VI. korpus
- VII. korpus
- VIII. korpus
- IX. korpus